# SN 2006mv
SN 2006mv – supernowa typu Ia odkryta 20 października 2006 roku w galaktyce A023055+0056. W momencie odkrycia miała maksymalną jasność 21,90m.